# Viện Kiểm sát Nhân dân Tối cao Lào
Viện Kiểm sát Nhân dân Lào (tiếng Lào: ອົງການໄອຍະການປະຊາຊົນສູງສຸດ ລາວ, Ongkan Ainyakan Pasason Sungsud Lao) có các chức năng là cơ quan kiểm sát trước Tòa án nhân dân. Viện Kiểm sát Nhân dân Tối cao quản lý viện kiểm sát quân sự và địa phương bao gồm cấp tỉnh, thành phố, huyện.
Theo quy định của Hiến pháp Lào, vai trò của viện Kiểm sát là cơ quan công tố, giám sát việc quản lý của tất cả các cơ quan của Nhà nước, bộ và cơ quan ngang bộ, cơ quan hành chính (từ trung ương đến địa phương) và từng cá nhân.
Viện kiểm sát nhân dân có nhiệm vụ góp phần bảo vệ pháp chế xã hội chủ nghĩa (cũng như bảo vệ chế độ xã hội chủ nghĩa) và quyền làm chủ của nhân dân. Viện kiểm sát còn bảo vệ tài sản của Nhà nước, của tập thể, bảo vệ tính mạng, sức khỏe, tài sản, quyền tự do, danh dự, nhân phẩm của công dân - bảo đảm mọi hành vi xâm phạm lợi ích của Nhà nước, tập thể, quyền và lợi ích hợp pháp của công dân phải được xử lý theo pháp luật nghiêm minh.

## Chức năng
Viện Kiểm sát Nhân dân Tối cao là cơ quan kiểm sát tối cao của hệ thống cơ quan có vai trò chỉ đạo viện kiểm sát nhân dân cấp dưới và viện kiểm sát quân sự. Trong việc kiểm tra, kiểm sát thực hiện pháp luật và tự do trong cả nước.
Đồng thời là cơ quan thanh tra của Nhà nước, có vai trò kiểm tra giám sát việc tôn trọng và thi hành pháp luật của các Bộ, Cơ quan, Mặt trận Lào xây dựng đất nước, tổ chức quần chúng, tổ chức xã hội, cơ quan quản lí ở địa phương, doanh nghiệp, đảm bảo thi hành đúng quy định của pháp luật, thống nhất và truy tố bị can theo pháp luật.

## Quyền hạn và nhiệm vụ
Viện Kiểm sát Nhân dân Tối cao Lào có quyền hạn và nhiệm vụ sau:
- Kiểm tra giám sát thực hiện pháp luật trong phạm vi cả nước;
- Kiểm tra, giám sát việc thực hiện nhiệm vụ của viện kiểm nhân dân cấp dưới và viện kiểm sát quân đội;
- Tuyên truyền, phổ biến nội dung của pháp luật trong phạm vi cả nước, có trách nhiệm và đáp ứng thông tin về pháp luật cho cơ quan viện kiểm sát nhân dân cấp dưới và viện kiểm sát nhân dân quân đội; * Tạo điều kiện bảo vệ tổ chức và hoạt động của viện kiểm sát nhân dân, viện kiểm sát nhân dân tối cao và viện kiểm sát nhân dân cấp dưới, viện kiểm sát quân sự;
- Tạo điều kiện đào tạo và nâng cao trình độ cán bộ viện kiểm sát nhân dân;
- Nghiên cứu và khái quát hoạt động công tác của viện kiểm sát nhân dân công việc thống kê vụ án người phạm tội gây ra và người phạm tội trong cả nước;
- Phối hợp với các đơn vị, tổ chức, cá nhân liên quan quan trong việc thực hiện nhiệm vụ của công việc của mình;
- Quan hệ và hợp tác với nước khác về việc pháp luật và công bằng;
- Sử dụng quyền và thực hiện nhiệm vụ khác theo quy định của pháp luật.

## Tổ chức
Theo Luật Tổ chức Viện Kiểm sát Nhân dân Lào, Viện Kiểm sát Nhân dân Tối cao quản lý các:
- Viện kiểm sát nhân dân cấp cao (miền)
- Viện kiểm sát nhân dân cấp tỉnh
- Viện kiểm sát nhân dân khu vực
- Viện kiểm sát quân đội

## Lịch sử
Ngay sau khi giải phóng nước Lào khỏi chính quyền quân chủ, ban đầu các cơ quan xét xử, tố tụng trực thuộc Bộ Tư pháp. Ngày 2/12/1975, thành lập Viện Kiểm sát Nhân dân Tối cao trực thuộc Bộ Tư pháp Lào, cử Ku Suvannamethy làm Viện trưởng Viện Kiểm sát Nhân dân Tối cao.
Dưới sự chỉ đạo của Trung ương Đảng, Hội đồng Nhân dân Tối cao, và dưới sự chỉ đạo sát sao của Phó Thủ tướng Phu Hak Phoumsavanh. Ku Suvannamethy đã lãnh đạo các chuyên gia soạn thảo một số thủ tục pháp lý và tư pháp cần thiết để phục vụ chế độ. Dự thảo quy chế đã được thông qua và trở thành Lệnh số 53/TTCP ngày 15/10/1976 về việc bắt giữ và điều tra. Lệnh này do Phu Hak Phoumsavanh, Phó Thủ tướng Chính phủ ký. Lệnh đã trở thành một pháp lý quan trọng trong việc công tô và xét xử.
Dựa trên nhu cầu cấp thiết của nhân dân Lào trong việc thực hiện 2 mục tiêu chiến lược, cụ thể là: bảo vệ và xây dựng đất nước; đưa nước Lào trở thành một xã hội quản lý xã hội bằng Hiến pháp và pháp luật. Ku Suvannamethy đã lãnh đạo các chuyên gia soạn thảo về 4 luật: Bộ luật Hình sự, Bộ luật Tố tụng Hình sự, Luật Tòa án nhân dân và Luật Viện Kiểm sát.
Ngày 20-24/12/1989, Kỳ họp thường lệ thứ 2 Hội đồng Nhân dân Tối cao khóa II được tổ chức tại Viêng Chăn. Hội đồng đã thảo luận và bỏ phiếu thông qua 4 dự thảo luật trên.
Sau khi 4 dự thảo luật đầu tiên được Quốc hội nhân dân tối cao thông qua và được Chủ tịch nước ban hành, thì cơ quan kiểm sát đã tách khỏi Bộ Tư pháp để thành lập Viện kiểm sát nhân dân tối cao ngày 9/1/1990 (một cơ quan quyền lực của Nhà nước).

## Viện trưởng Nhân dân Tối cao
1. Kou Souvannamethy (1975-1982)
2. Ounnue Phimmasone (1982-1984)
3. Kou Souvannamethy (1984-1990); phụ trách lần thứ 2
4. Phai Ula (1990-1994)
5. Ounla Xayasan (1994-1998)
6. Khampan Pilavong (1998-2005)
7. Bounpon Sangsomsak (2005-2006)
8. Somphan Phengkham (2006-2011)
9. Khamsan Suvong (2011-nay)o